# Franc-Nohain
Maurice Étienne Legrand, que usava o pseudônimo Franc-Nohain (pronúncia em francês: [fʁɑ̃.nɔ.ɛ̃] (25 de outubro de 1872 – 18 de outubro de 1934), foi um libretista e poeta francês. Ele é conhecido por seus libretos para a ópera L'heure espagnole de Maurice Ravel e inúmeras operetas de Claude Terrasse .

## Vida
Maurice Étienne Legrand nasceu em 1872 em Corbigny e, mudando-se para Paris, passou a frequentar o Lycée Janson de Sailly. No final da década de 1880, ele inicia sua contribuição poética para a revista literária Potache-Revue (potache sendo uma gíria francesa da época para 'aluno'), junto com André Gide, Léon Blum, Pierre Louÿs, Maurice Quillot e outros. Posteriormente, publicou na revista Le Chat noir. Ele também fundou o Le Canard sauvage e tornou-se editor do L'Écho de Paris . Também foi advogado e vice-prefeito.
Seu nom-de-plume Franc-Nohain deriva do rio Nohain, onde passou muitas horas felizes na infância.
Com Alfred Jarry e Claude Terrasse ele co-fundou o Théatre des Pantins, que em 1898 serviu de palco para as apresentações de marionetes do Ubu Roi de Jarry.
A maior contribuição artística de Nohain é como o autor dos libretos de algumas operetas de Terrasse e da ópera L'heure espagnole de Maurice Ravel, adaptada de sua própria comédia.
Seus dois filhos também seguiram o ramo do entretenimento: o ator Claude Dauphin, e o compositor e produtor/diretor de televisão Jean Nohain (também conhecido como Jaboune).

## Obras

### Libretos
- L’Heure espagnole, 1904
- Un jardin sur l'Oronte, 1922, adaptado de um romance homônimo de Maurice Barrès
- Le Chapeau chinois, 1931